# Teuvo Ojala
Teuvo Kalevi Ojala  (ur. 19 sierpnia 1947 w Lappajärvi, zm. 8 lutego 1991 w Hyvinkää) – fiński zapaśnik walczący w stylu klasycznym. Olimpijczyk z Meksyku 1968, zajął dziesiąte miejsce w kategorii 87 kg.
Wicemistrz nordycki juniorów w 1966 i 1967 roku.

## Letnie Igrzyska Olimpijskie 1968
| Konkurencja          | Rundy eliminacyjne | Rundy eliminacyjne     | Rundy eliminacyjne     | Klas. końcowa |
| Konkurencja          | Przeciwnik I       | Przeciwnik II          | Przeciwnik III         | Miejsce       |
| -------------------- | ------------------ | ---------------------- | ---------------------- | ------------- |
| 87 kg styl klasyczny | Tevfik Kış (TUR) P | Bertil Nyström (SWE) W | Wayne Baughman (USA) P | 10.           |